# Anton Pichler (labdarúgó)
Anton Pichler (Weiz, 1955. október 4. –) válogatott osztrák labdarúgó, hátvéd, edző.

## Pályafutása

### Klubcsapatban
1974 és 1987 között a Sturm Graz, 1987–88-ban a St. Pölten labdarúgója volt. 1988-ban fejezte be az aktív labdarúgást.

### A válogatottban
1976 és 1985 között 11 alkalommal szerepelt az osztrák válogatottban. Tagja volt az 1982-es spanyolországi világbajnokságon részt vevő csapatnak.

### Edzőként
1988 és 1990 között a VSE St. Pölten, 1990 és 1992 között az SC Fürstenfeld, 1992 és 1994 között az SV Güssing, 1994–95-ben ismét a St. Pölten, 1995 és 1997 között újra a Fürstenfeld vezetőedzője volt. 1997 és 2000 között az SV Feldbach, 2000 és 2004 között az SV Eltendorf, 2004 és 2006 között az USV Gnas, 2006 és 2008 között az USV Unterlamm szakmai munkáját irányította. 2009 óta az USV Söchau csapatánál dolgozik edzőként.

## Sikerei, díjai
Sturm Graz
- Osztrák bajnokság
  - 2.: 1980–81
- UEFA-kupa
  - negyeddöntős: 1983–84